# Пахомова, Людмила Алексеевна
Людми́ла Алексе́евна Пахо́мова (31 декабря 1946, Москва — 17 мая 1986, там же) — советская фигуристка, чемпионка Олимпийских игр (1976), шестикратная чемпионка мира (1970—1974, 1976) и Европы (1970—1971, 1973—1976), девятикратная чемпионка СССР (1964—1966, 1969—1971, 1973—1975) в танцах на льду (с В. И. Рыжкиным в 1964—1966, с А. Г. Горшковым с 1969). Заслуженный мастер спорта СССР (1970), заслуженный тренер РСФСР (1984). Автор книг «Хореография в фигурном катании», «Монолог после аплодисментов», «И вечно музыка звучит».

## Биография
Родилась 31 декабря 1946 года в Москве. Отец — Алексей Константинович (1912—1968), генерал-майор авиации, Герой Советского Союза, лётчик-испытатель, был заместителем председателя ЦК ДОСААФ. Он хотел, чтобы дочь стала парашютисткой. Мать — Людмила Ивановна (1924—1993), врач.
Она начала заниматься фигурным катанием с семи лет в ДЮСШ при Стадионе юных пионеров в Москве, пробовала себя в парном катании и как одиночница, но долгое время считалась бесперспективной фигуристкой. Убедил её сменить амплуа Виктор Рыжкин, тренер ЦСКА, который хотя и был намного старше её, не оставлял честолюбивых спортивных замыслов. Именно он первым объяснил Людмиле, что танцы на льду — это тоже интересно.
На чемпионат СССР, который состоялся в 1964 году в Кирове, их упорно не хотели допускать. Но всё-таки Пахомова и Рыжкин вышли на лёд и стали чемпионами. В последующие два года они повторили этот успех, после чего их дуэт распался. Смену танцевального партнёра Людмила Пахомова назвала «самым первым из сложных испытаний» в своей спортивной биографии.
С 1967 года Людмила Пахомова выступала с Александром Горшковым. С ним они стали шестикратными чемпионами мира. Тренером «золотой пары» была Елена Чайковская.

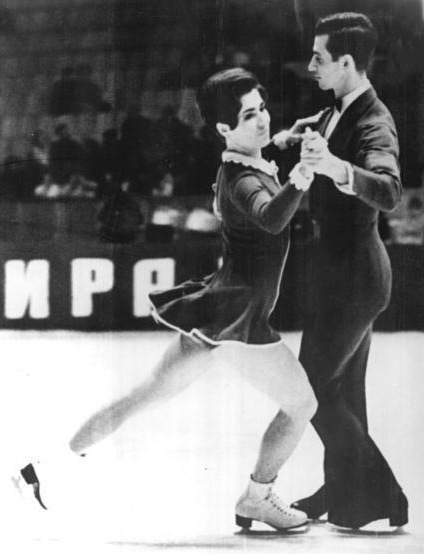
Людмила Пахомова и Александр Горшков на чемпионате мира в 1969 году

Пара Пахомова — Горшков начала спортивную карьеру на большом льду, когда отечественные танцевальные дуэты значительно уступали зарубежным. Но уже в 1969 году они стали обладателями серебряных медалей на мировом чемпионате, а в 1970 году первыми из советских фигуристов завоевали чемпионское звание на первенствах Европы и мира. В том же году они поженились.
Пахомова и Горшков изменили стиль танцев на льду. До них господствовали строгие, академические танцы преимущественно под классические мелодии. Они же принесли в фигурное катание живой, эмоциональный народный танец: «Соловей», «Вдоль по Питерской», «Озорные частушки», «Кумпарсита». Во многом благодаря их успешным (красивым и, самое главное, — по-спортивному сложным) выступлениям на чемпионатах мира (в 1974 судьи выставили восемь оценок 6,0) спортивные танцы были включены в программу Олимпийских игр, и в 1976 году в Инсбруке Пахомова и Горшков стали первыми олимпийскими чемпионами в танцах на льду. В трёх обязательных танцах судейство было исключительно строгим; получив оценки от 5,4 до 5,9 и семь первых судейских мест из 9, пара захватила лидерство. В оригинальном танце она получила оценки 5,8—5,9, за исключением одной 5,7. В произвольном танце на музыку Поля Мориа («Меланхолия») и фламенко, пара получила 16 оценок 5,9, одну 5,8 и одну 6,0. Этот же танец впоследствии на чемпионате мира 1976 получил уже 10 оценок 6,0.
Осенью 1976 года после блестящих побед на чемпионатах Европы, мира и Олимпийских играх Пахомова и Горшков приняли решение уйти из любительского спорта. Им был устроен прощальный бал во дворце спорта, и последним их танцем стала знаменитая «Кумпарсита».

Могила Пахомовой и её родителей на Ваганьковском кладбище в Москве

В 1970 году Людмила Пахомова окончила балетмейстерский факультет Государственного института театрального искусства и после завершения спортивной карьеры занялась тренерской деятельностью. Член КПСС с 1975 года. С 1978 года Пахомова работала тренером сборной СССР. Её наиболее известными учениками были чемпионы мира среди юниоров (1983) Татьяна Гладкова и Игорь Шпильбанд, победители Универсиады в Софии (1983), призёры чемпионатов СССР Наталья Анненко и Генрих Сретенский.

## Болезнь и смерть
В 1979 году Людмила Пахомова заболела. После рождения дочери Юлии в 1977 году Пахомова только начала завоёвывать признание как тренер. У неё было опухолевое заболевание лимфатической системы, которое на первых этапах можно было как-то затормозить, но она убегала из больницы на каток.
Скончалась 17 мая 1986 года в Москве от лимфогранулематоза на 40-м году жизни. Похоронена на Ваганьковском кладбище (13 уч.) рядом с отцом. Мать продолжила воспитание внучки, умерла в 1993 году и была похоронена рядом с мужем и дочерью.
В 2000 году открылся Региональный благотворительный общественный фонд «Искусство и спорт» имени Людмилы Пахомовой, президент Александр Горшков.

## Результаты
Олимпийские игры
- Февраль 1976, Инсбрук, Австрия — 1-е

Чемпионаты мира

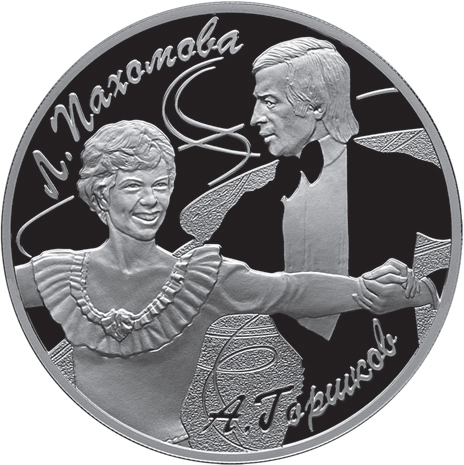
Памятная монета Банка России с портретом А. Горшкова и Л. Пахомовой. 3 рубля, серебро, 2010 год

- Февраль 1966, Давос, Швейцария — 10-е
- Февраль—март 1967, Вена, Австрия — 13-е
- Февраль—март 1968, Женева, Швейцария — 6-е
- Март 1969, Колорадо-Спрингс, Колорадо, США — 2-е
- Март 1970, Любляна, Югославия — 1-е
- Февраль 1971, Лион, Франция — 1-е
- Март 1972, Калгари, Альберта, Канада — 1-е
- Февраль-март 1973, Братислава, Чехословакия — 1-е
- Март 1974, Мюнхен, Германия — 1-е
- Март 1976, Гётеборг, Швеция — 1-е

Чемпионаты Европы
- 1966, Братислава, Чехословакия — 7-е
- 1967, Любляна, Югославия — 10-е
- 1968, Вестерос, Швеция — 5-е
- 1969, Гармиш-Партенкирхен, ФРГ — 3-е
- 1970, Ленинград, СССР — 1-е
- Февраль 1971, Цюрих, Швейцария — 1-е
- Январь 1972, Гётеборг, Швеция — 2-е
- Февраль 1973, Кёльн, ФРГ — 1-е
- Январь-февраль 1974, Загреб, Югославия — 1-е
- Январь-февраль1975, Копенгаген, Дания — 1-е
- Январь 1976, Женева, Швейцария — 1-е

Чемпионаты СССР
- Март 1964, Киров — 1-е (с Рыжкиным)
- 1965, Киев — 1-е (с Рыжкиным)
- 1966, Киев — 1-е (с Рыжкиным)
- 1967, Куйбышев — 2-е (с Горшковым)
- Январь 1968, Воскресенск — 2-е (с Горшковым)
- 1969, Ленинград — 1-е (с Горшковым)
- 1970, Киев — 1-е (с Горшковым)
- Январь 1971, Рига — 1-е (с Горшковым)
- Январь 1973, Ростов-на-Дону — 1-е (с Горшковым)
- 1974 Свердловск — 1-е (с Горшковым)
- Январь 1975, Киев — 1-е (с Горшковым)

Московские соревнования по фигурному катанию
- 1969 — 1-е
- 1970 — 1-е
- 1971 — 1-е
- Ноябрь 1972 — 1-е
- 1974 — 1-е
- Ноябрь—декабрь 1975 — 1-е

Другие
- International Trophy, декабрь 1966 — 2-е
- Golden Skate, ноябрь 1966, Прага, Чехословакия — 3-е